# Pomeroon-Supenaam

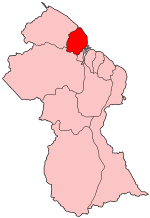
Regionens läge i Guyana.

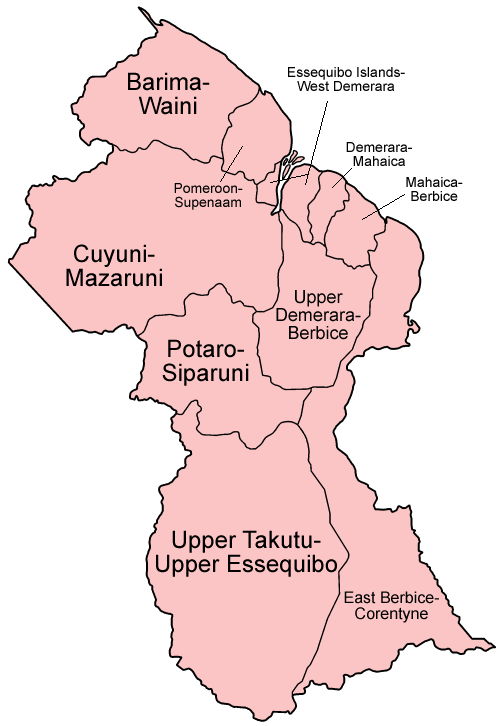
Guyanas 10 regioner.

Regionen Pomeroon-Supenaam (Region 2 - Pomeroon-Supenaam) är ett av Guyanas 10 Administrativa regioner.

## Geografi
Pomeroon-Supenaam har en yta på cirka 6 195 km² med cirka 49 300 invånare. Befolkningstätheten är 8 invånare/km².
Huvudorten är Anna Regina med cirka 12 500 invånare.

## Förvaltning
Regionen förvaltas av en Regional Democratic Council (Regionala demokratiska rådet) som leds av en Chairman (Ordförande). Regionens ordningsnummer är 2 och ISO 3166-2-koden är "GY-PM".
Pomeroon-Supenaam är underdelad i 7 Neighbourhood Democratic Councils (distrikt):
Ordinarie:
- Good Hope / Pomona
- Riverstown / Annandale
- Zorg-En-Vlygt / Aberdeen
- Paradise / Evergreen (med Somerset & Berks)
- Charity / Urasara
- Anna Regina stad

Ej ordinarie:
- Supernaam river, Bethany och Mashabo

Den nuvarande regionindelningen om 10 regioner infördes 1980.